# Rosy Wertheim
Rosy Wertheim (née le 19 février 1888 à Amsterdam — morte le 27 mai 1949 à Laren) est une pianiste, compositrice et professeure de musique hollandaise.

## Biographie
Rosalie Marie Wertheim est née à Amsterdam de John, banquier, et Adriana Rosa Gustaaf Wertheim Enthoven. Rosy Wertheim est entrée dans un pensionnat à Neuilly-sur-Seine où elle prend des cours de piano. Elle étudie cet instrument avec Ulfert Schults et l'harmonie et le contrepoint avec Bernard Zweers et Sem Dresden. En 1921 elle un examen d'état de piano et est diplômée du Nederlandse Toonkunstenaars Vereniging[réf. souhaitée].
Elle enseigne de 1921 à 1929 au Amsterdam Music Lyceum, compose des chants et des œuvres chorales et dirige des chœurs de femmes et d'enfants. En 1929 elle déménage à Paris où elle vit pendant six ans, composant de la musique et écrivant sur la scène musicale parisienne pour le journal d'Amsterdam Het Volk, tout en étudiant la composition et l'instrumentation avec le compositeur Louis Aubert. Elle part en 1935 à Vienne où elle étudie le contrepoint avec Karl Weigl. En 1936 elle voyage à New York où elle donne des conférences et fait jouer ses œuvres[réf. souhaitée].
En 1937, juste avant le début de la Seconde Guerre mondiale, elle retourne à Amsterdam. Durant l’occupation allemande, Wertheim donne des concerts secrets dans des caves où elle joue de la musique de compositeurs juifs bannis. Après septembre 1942, elle entre dans la clandestinité pour échapper aux déportations. Après la guerre, Rosy Wertheim enseigne dans l’école de musique de Laren mais tombe gravement malade et meurt le 27 mai 1949 à Laren,.

## Œuvres
Wertheim a composé plus de 90 œuvres décrites comme « enthousiastes, néo-classiques tout en étant enjouées : »
- Trois Morceaux pour flûte et piano, 1939
- Trois Chansons pour soprano, flûte et harpe, 1939
- Sonate pour violoncelle (vers 1921)
- Concerto per pianoforte e orchestra (1940)
- Divertimento pour orchestre de chambre (non daté)
- Six Morceaux pour piano solo (non daté)
- Quatuor à cordes (non daté)